# بيترى دوميتريسكو
الكولونيل العام بيترى دوميتريسكو (بالرومانية: Petre Dumitrescu؛ وُلد في 18 فبراير 1888 وتوفي في 15 يناير 1950) قائد عسكري روماني قاد الجيش الثالث خلال المعارك أمام الجيش الأحمر السوفيتي على الجبهة الشرقية للحرب العالمية الثانية، وجّهت إليه تهمة ارتكاب جرائم حرب من قبل حكومة رومانيا الشيوعية وإن أُطلق سراحه لعدم ثبوت الأدلة.

## وصلات خارجية
- "الجنرال بيترى دوميتريسكو" على موقع WorldWar2.ro (بالرومانية)
- "رومانيون حصلوا على وسام فارس الصليب الحديدي أثناء الحرب العالمية الثانية" بواسطة Greg Kelley من أعمال Mark Axworthy على موقع feldgrau.com (بالإنكليزية)